# Joseph and Clara Smallwood
Die Joseph and Clara Smallwood war eine 1989 in Dienst gestellte Fähre der kanadischen Reederei Marine Atlantic. Das auf der Strecke von North Sydney nach Port aux Basques und Argentia eingesetzte Schiff blieb bis März 2011 in Fahrt und wurde im Herbst desselben Jahres im indischen Alang abgewrackt.

## Geschichte
Die Joseph and Clara Smallwood wurde am 19. Oktober 1987 unter der Baunummer 705 in der Versatile Davie Shipyard Lauzon in Québec auf Kiel gelegt und am 6. Mai 1989 vom Stapel gelassen. Nach der Übernahme durch Marine Atlantic am 28. November 1989 nahm das Schiff im Dezember den Fährdienst von North Sydney nach Port aux Basques sowie nach Argentia auf. Die Joseph and Clara Smallwood war das Schwesterschiff der bereits drei Jahre zuvor in Dienst gestellten Caribou.
Nach gut zwanzig Jahren im Einsatz auf derselben Strecke wurde die Joseph and Clara Smallwood nach einer letzten Überfahrt am 10. März 2011 ausgemustert und in North Sydney aufgelegt.
Nach fünf Monaten Liegezeit ging das Schiff im August 2011 unter dem verkürzten Überführungsnamen Smallwood an eine Abbruchwerft ins indische Alang verkauft, wo es am 3. Oktober 2011 eintraf und eine Woche später zum Abwracken auf den Strand gezogen wurde. Das drei Jahre ältere Schwesterschiff Caribou traf ebenfalls im Oktober 2011 zum Abbruch in Alang ein.